# Triumfatorkerk (Katwijk)
De Triumfatorkerk in Katwijk aan Zee is in gebruik als kerkgebouw van de Hersteld Hervormde Gemeente te Katwijk.
De kerk werd gebouwd in 1964 voor de Gereformeerde Kerk in Katwijk. Architecten waren Teun Bier uit Boskoop en A. Verschoor uit Den Haag. De Boskoopse kunstenaar Toon Hendriksen ontwierp de glas-in-loodramen (visserijramen). Het gebouw was destijds geschikt voor zevenhonderd kerkgangers met een uitbreidingsmogelijkheid tot duizend personen voor de seizoensdrukte in de zomer. Het orgel werd geleverd door Verschueren uit Heythuysen. In de tussentijd werd sporthal Cleijn Duin gebruikt voor kerkdiensten op zondag, wat zorgde voor overvolle parkeerplaatsen en zelfs parkeren in plantsoenen en dergelijke. Nadat dit een tijdje gedoogd was, heeft de politie een aantal keren bekeuringen uitgedeeld, waardoor sommige bezoekers elders gingen parkeren of ander vervoer kozen dan een auto.
In 2011 verkochten de gereformeerden de kerk wegens teruglopend kerkbezoek aan de hersteld hervormden 'voor meer dan 2,5 miljoen euro'; de kerk telde toen 550 zitplaatsen. Op 28 april 2013 vond de gereformeerde afscheidsdienst plaats. De nieuwe eigenaren lieten de kerk voor 3 miljoen euro verbouwen en uitbreiden tot meer dan duizend zitplaatsen. Twee dominees mochten in december 2014 een steen ter herdenking van de verbouwing plaatsen. In september 2015 werd de verbouwde kerk in gebruik genomen.

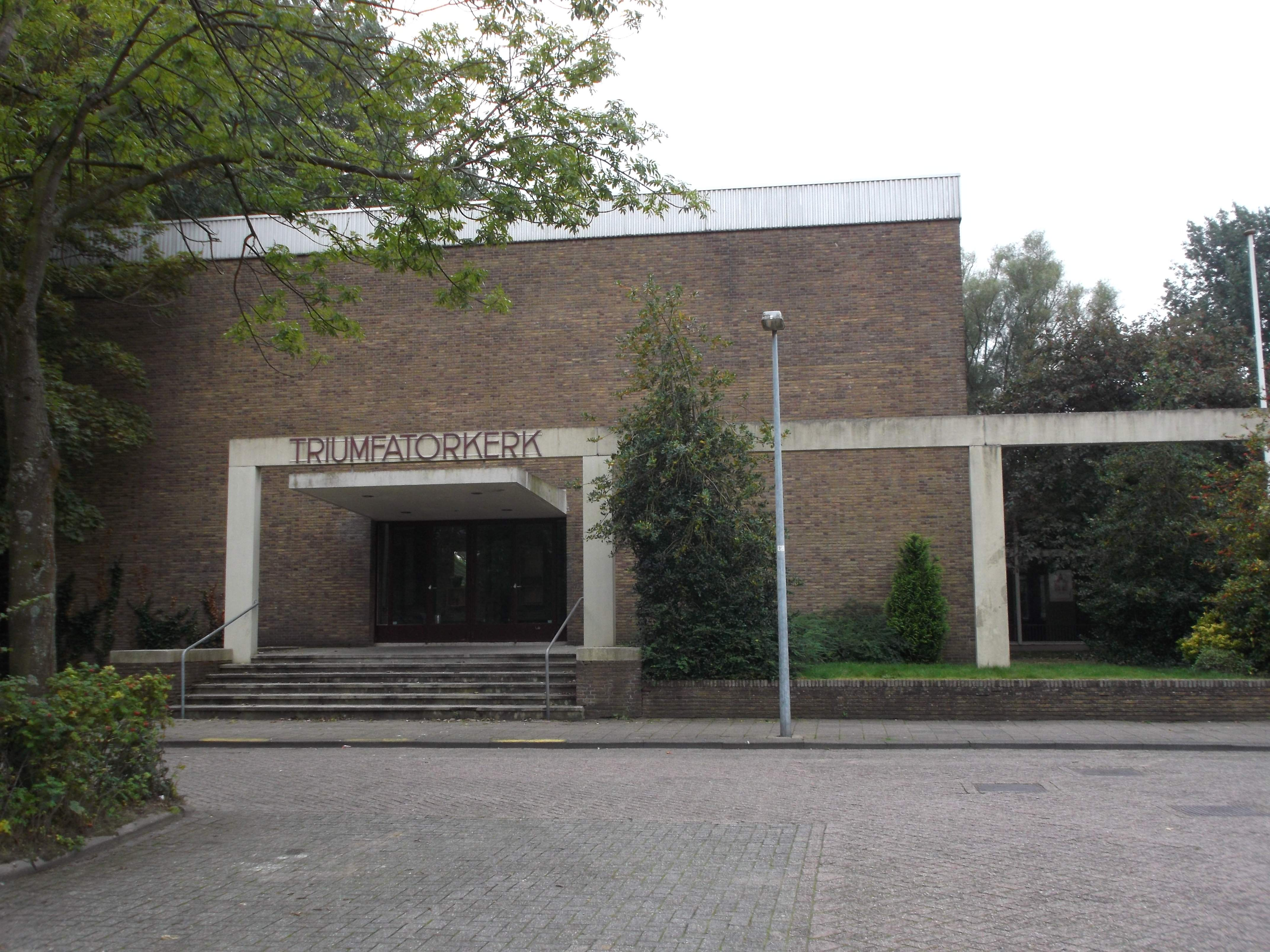
2013
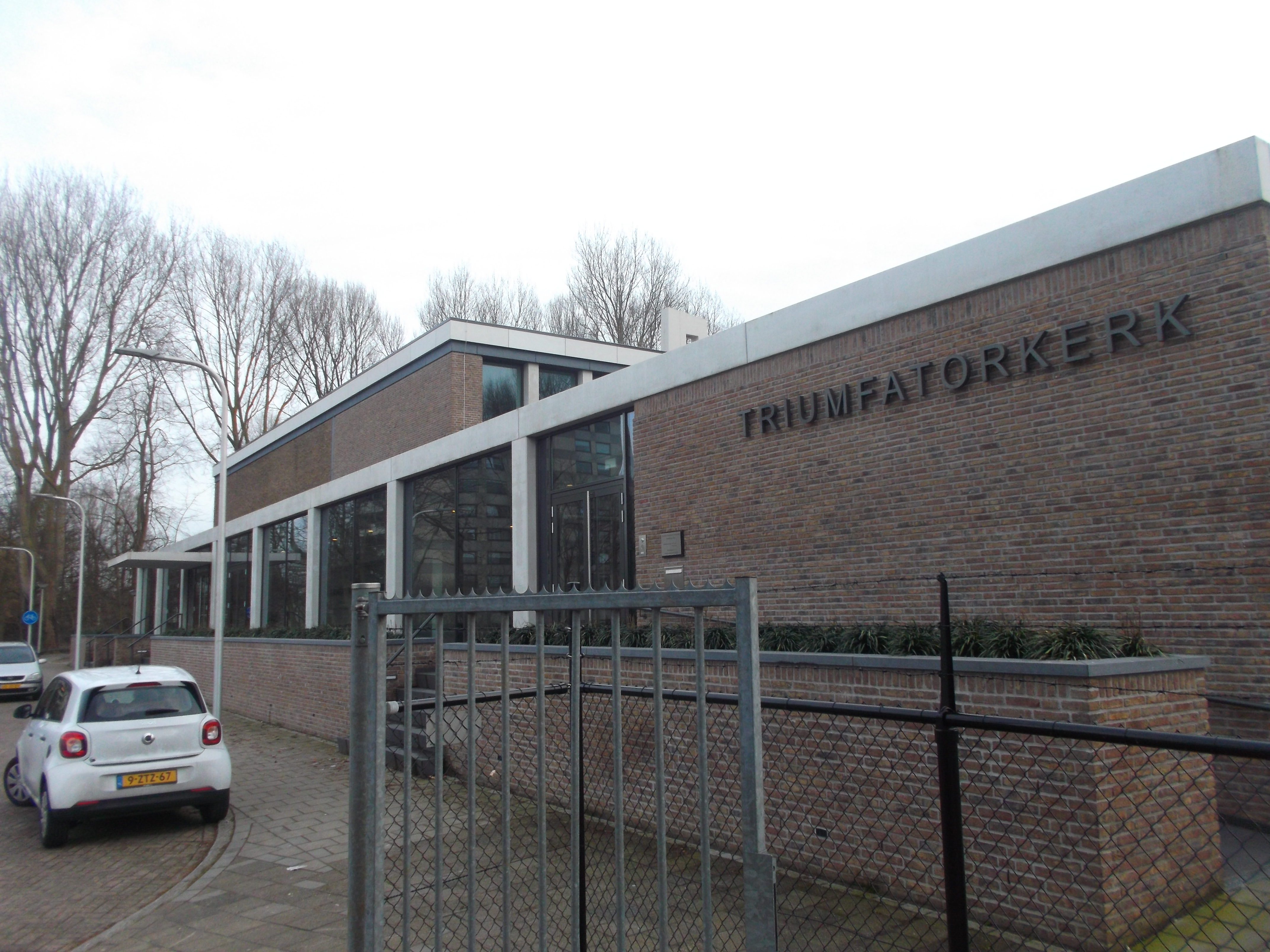
2017
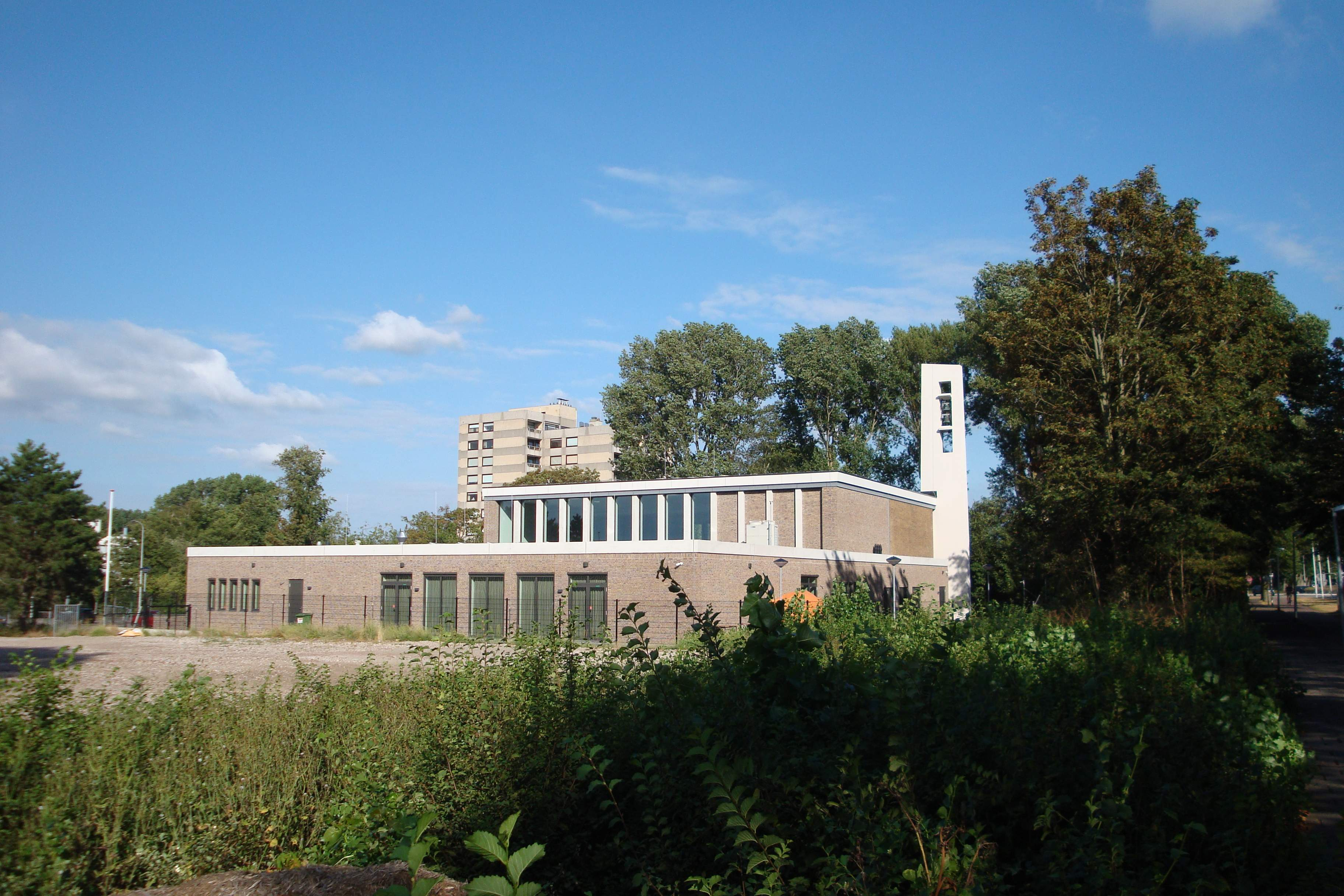
2018
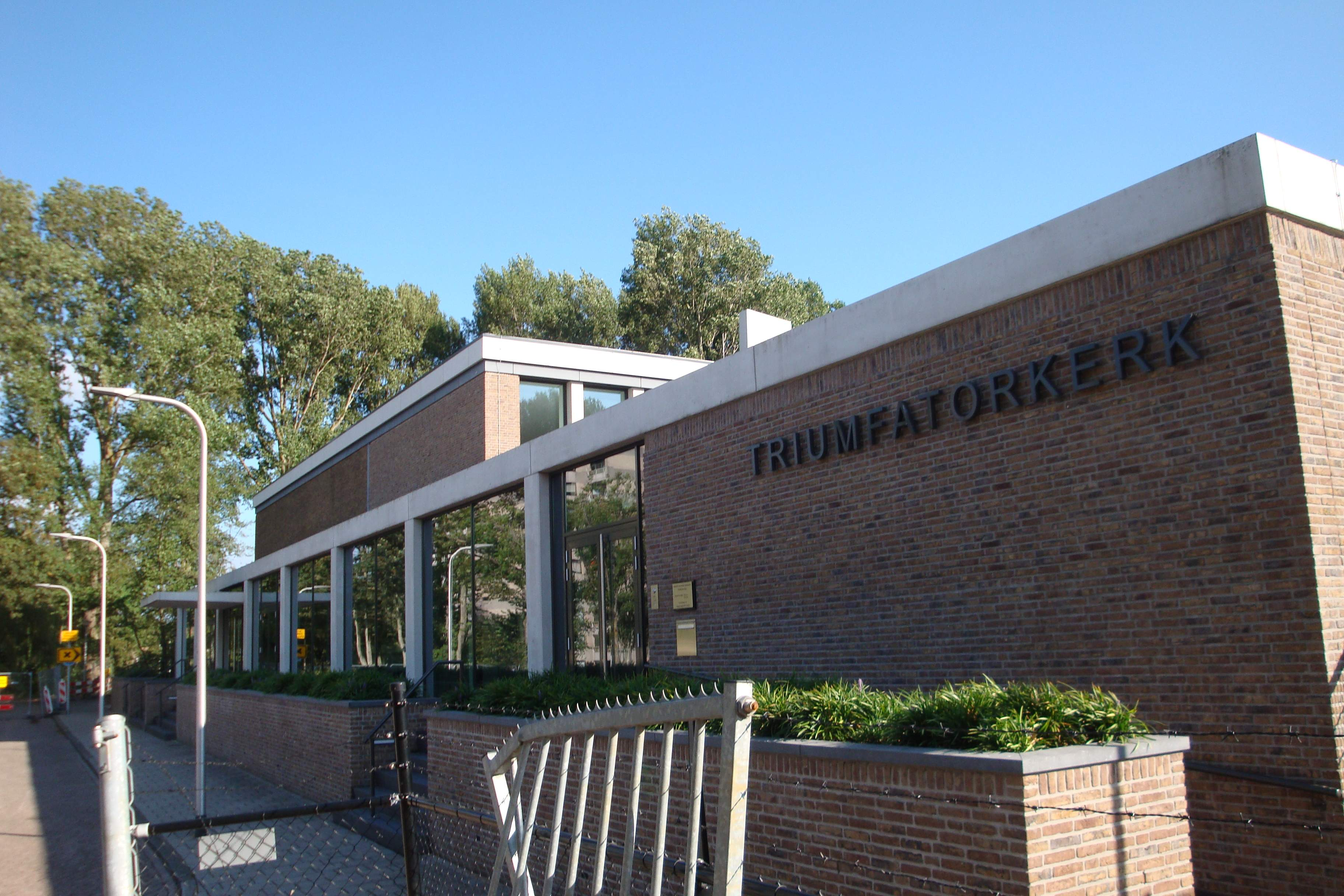
2018
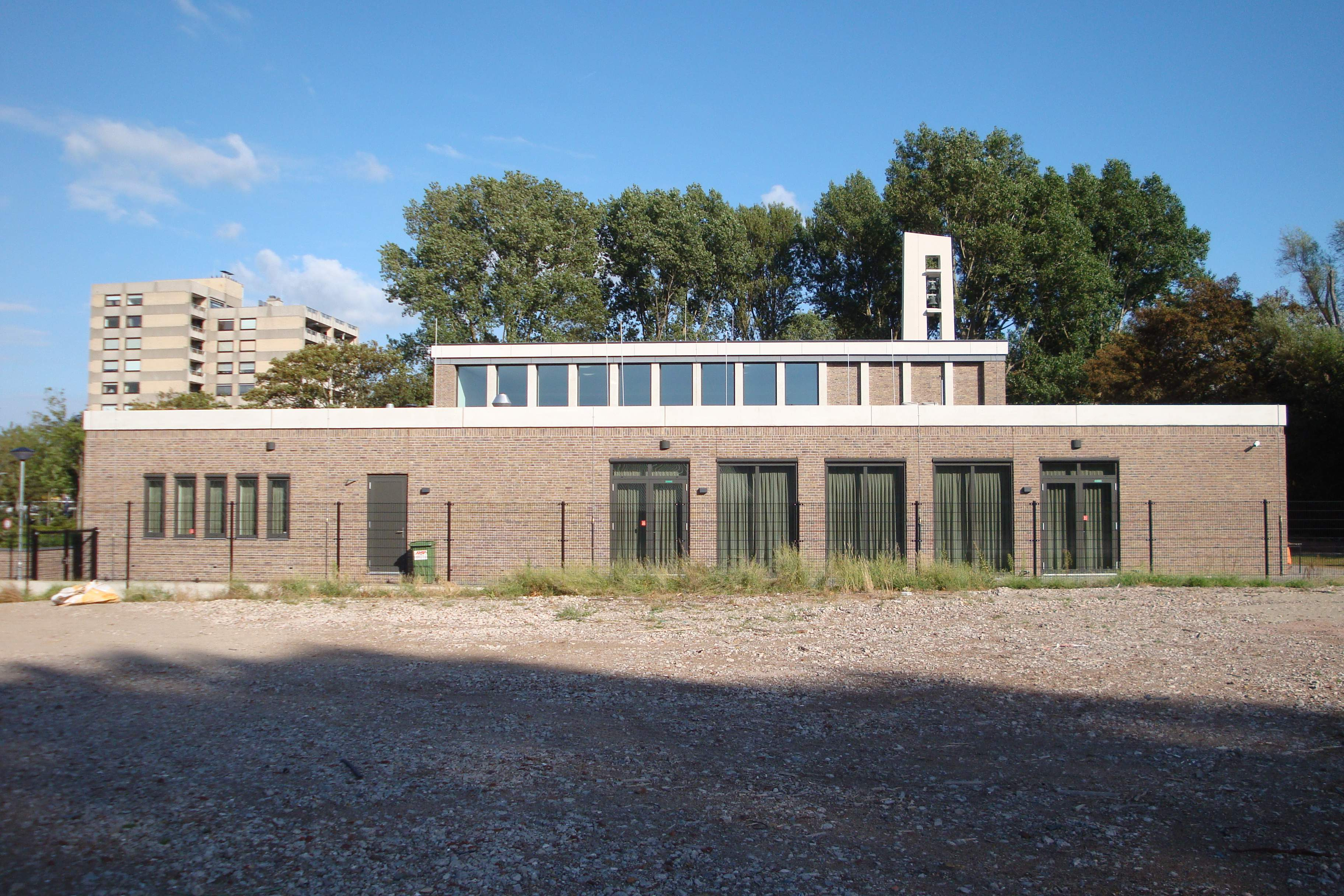
2018
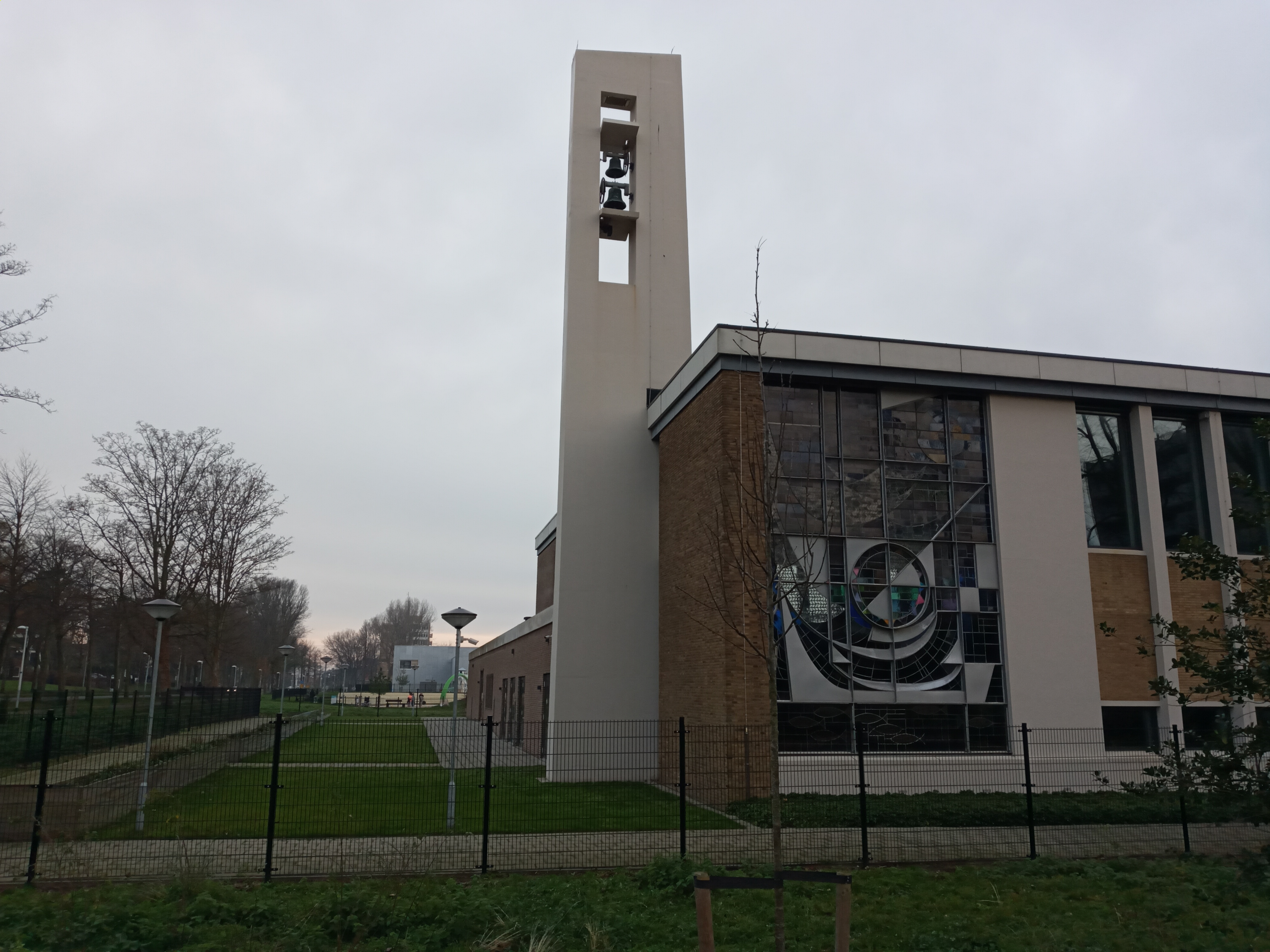
dec. 2020